# Persone di nome Larry
| Questa pagina contiene informazioni ricavate automaticamente dalle voci biografiche con l'ausilio del template Bio e di un bot. L'aggiornamento è periodico e automatico e ricostruisce completamente la pagina. Se manca una persona in questa lista, sei pregato di non aggiungerla, ma accertati piuttosto che la sua voce biografica contenga il template Bio e che i dati anagrafici siano correttamente compilati. Se il template Bio manca, inseriscilo tu stesso o, in alternativa, metti l'avviso {{tmp\|Bio}} che ne segnala la mancanza. Se i dati riportati sono sbagliati, correggi direttamente la voce biografica; le modifiche saranno visibili in questa lista entro pochi giorni. Per chiarimenti vedi il progetto antroponimi. La lista contiene solo le 194 persone che sono citate nell'enciclopedia e per le quali è stato implementato correttamente il template Bio. Pagina aggiornata al 22 lug 2025. |

Questa è una lista di persone presenti nell'enciclopedia che hanno il nome Larry, suddivise per attività principale.

## Allenatori di football americano(2)
- Larry Kehres, allenatore di football americano statunitense (Diamond, n. 1949)
- Larry Peccatiello, allenatore di football americano statunitense (Newark, n. 1935)

## Allenatori di hockey su ghiaccio(2)
- Larry Huras, allenatore di hockey su ghiaccio e ex hockeista su ghiaccio canadese (Listowel, n. 1955)
- Larry Robinson, allenatore di hockey su ghiaccio e ex hockeista su ghiaccio canadese (Winchester, n. 1951)

## Allenatori di pallacanestro(2)
- Larry Drew, allenatore di pallacanestro e ex cestista statunitense (Kansas City, n. 1958)
- Larry Eustachy, allenatore di pallacanestro statunitense (Alameda, n. 1955)

## Artisti(1)
- Larry D. Alexander, artista e scrittore statunitense (Dermott, n. 1953)

## Astronomi(2)
- Larry W. Esposito, astronomo statunitense (n. 1951)
- Larry Robinson, astronomo statunitense

## Attori(28)
- Larry Anderson, attore statunitense (Minnesota, n. 1952)
- Larry Bagby, attore e musicista statunitense (Marysville, n. 1974)
- Larry Bishop, attore e regista statunitense (Filadelfia, n. 1948)
- Larry J. Blake, attore statunitense (New York, n. 1914 - Los Angeles, † 1982)
- Larry Blyden, attore e produttore teatrale statunitense (Houston, n. 1925 - Agadir, † 1975)
- Larry Brandenburg, attore statunitense (Contea di Wabasha, n. 1948)
- Larry Joe Campbell, attore statunitense (Cadillac, n. 1970)
- Larry Cedar, attore statunitense (Los Angeles, n. 1955)
- Larry Douglas, attore statunitense (Filadelfia, n. 1914 - Burbank, † 1996)
- Larry Drake, attore e doppiatore statunitense (Tulsa, n. 1949 - Los Angeles, † 2016)
- Larry Fine, attore, violinista e comico statunitense (Filadelfia, n. 1902 - Woodland Hills, † 1975)
- Larry Gates, attore statunitense (Saint Paul, n. 1915 - Sharon, † 1996)
- Larry Grey, attore e illusionista britannico (Londra, n. 1895 - Burbank, † 1951)
- Larry Hagman, attore statunitense (Fort Worth, n. 1931 - Dallas, † 2012)
- Larry Haines, attore statunitense (Mount Vernon, n. 1918 - Delray Beach, † 2008)
- Larry Hankin, attore, sceneggiatore e regista statunitense (New York, n. 1937)
- Larry Kapust, attore e doppiatore statunitense (New York, n. 1955)
- Larry Manetti, attore statunitense (Chicago, n. 1947)
- Larry Marshall, attore e cantante statunitense (Spartanburg, n. 1943)
- Larry Mathews, attore statunitense (Burbank, n. 1955)
- Larry Miller, attore, doppiatore e comico statunitense (Valley Stream, n. 1953)
- Larry Parks, attore statunitense (Olathe, n. 1914 - Studio City, † 1975)
- Larry Pine, attore statunitense (Tucson, n. 1945)
- Larry Poindexter, attore statunitense (Dallas, n. 1959)
- Larry Riley, attore statunitense (Memphis, n. 1953 - Burbank, † 1992)
- Larry Sellers, attore e stuntman statunitense (Pawhuska, n. 1949 - † 2021)
- Larry Steers, attore statunitense (Indiana, n. 1888 - Woodland Hills, † 1951)
- Larry Wilcox, attore statunitense (San Diego, n. 1947)

## Attrici pornografiche(1)
- Chi Chi LaRue, ex attrice pornografica statunitense (Hibbing, n. 1959)

## Bassisti(4)
- Larry Graham, bassista, cantante e produttore discografico statunitense (Beaumont, n. 1946)
- Larry Klein, bassista e produttore discografico statunitense (n. 1956)
- Larry Van Kriedt, bassista e sassofonista statunitense (San Francisco, n. 1954)
- Larry Taylor, bassista e chitarrista statunitense (Austin, n. 1942 - Lake Balboa, † 2019)

## Calciatori(8)
- Larry Azouni, calciatore francese (Marsiglia, n. 1994)
- Larry Bwalya, calciatore zambiano (Kitwe, n. 1995)
- Larry Clavier, calciatore francese (Bondy, n. 1981)
- Larry Hausmann, ex calciatore statunitense (Saint Louis, n. 1941)
- Larry Horaeb, calciatore namibiano (Windhoek, n. 1991)
- Larry Hulcer, ex calciatore statunitense (Saint Louis, n. 1957)
- Larry Pinto de Faria, calciatore brasiliano (Nova Friburgo, n. 1932 - † 2016)
- Larry Vásquez, calciatore colombiano (El Zulia, n. 1992)

## Canoisti(1)
- Larry Cain, ex canoista canadese (Toronto, n. 1963)

## Cantanti(2)
- Wild Man Fischer, cantante e compositore statunitense (Los Angeles, n. 1944 - Los Angeles, † 2011)
- L.V., cantante e rapper statunitense (Los Angeles, n. 1960)

## Cantautori(1)
- Larry Norman, cantautore, musicista e produttore discografico statunitense (Corpus Christi, n. 1947 - Salem, † 2008)

## Cestisti(32)
- Larry Bergh, ex cestista statunitense (Williston, n. 1945)
- Larry Bird, ex cestista, allenatore di pallacanestro e dirigente sportivo statunitense (West Baden Springs, n. 1956)
- Larry Drew, ex cestista statunitense (Encino, n. 1990)
- Larry Farmer, ex cestista e allenatore di pallacanestro statunitense (Denver, n. 1951)
- Larry Finch, cestista e allenatore di pallacanestro statunitense (Memphis, n. 1951 - Memphis, † 2011)
- Larry Fogle, ex cestista statunitense (Brooklyn, n. 1953)
- Larry Gibson, ex cestista statunitense (Baltimora, n. 1956)
- Larry Gordon, ex cestista statunitense (Pomona, n. 1987)
- Larry Hughes, ex cestista statunitense (St. Louis, n. 1979)
- Larry Johnson, cestista statunitense (Morganfield, n. 1954 - Mount Vernon, † 2025)
- Larry Johnson, ex cestista statunitense (Tyler, n. 1969)
- Larry Kenon, ex cestista statunitense (Birmingham, n. 1952)
- Larry Knight, ex cestista statunitense (Detroit, n. 1956)
- Larry Krystkowiak, ex cestista e allenatore di pallacanestro statunitense (Missoula, n. 1964)
- Larry McNeill, cestista statunitense (Hoke County, n. 1951 - † 2004)
- Larry Micheaux, ex cestista statunitense (Houston, n. 1960)
- Larry Middleton, ex cestista, allenatore di pallacanestro e dirigente sportivo statunitense (Canton, n. 1965)
- Larry Moffett, cestista statunitense (Mobile, n. 1954 - Shreveport, † 2011)
- Larry Nance, ex cestista statunitense (Anderson, n. 1959)
- Larry Nance, cestista statunitense (Akron, n. 1993)
- Larry O'Bannon, ex cestista statunitense (Louisville, n. 1983)
- Larry Owens, ex cestista statunitense (Mesa, n. 1983)
- Larry Sanders, cestista statunitense (Fort Pierce, n. 1988)
- Larry Smith, ex cestista e allenatore di pallacanestro statunitense (Rolling Fork, n. 1958)
- Larry Spriggs, ex cestista statunitense (Cheverly, n. 1959)
- Larry Staverman, cestista e allenatore di pallacanestro statunitense (Cincinnati, n. 1936 - Edgewood, † 2007)
- Larry Steele, ex cestista e allenatore di pallacanestro statunitense (Greencastle, n. 1949)
- Larry Stewart, ex cestista statunitense (Filadelfia, n. 1968)
- Larry Taylor, cestista statunitense (Chicago, n. 1980)
- Larry Turner, ex cestista statunitense (Albany, n. 1982)
- L.D. Williams, ex cestista e allenatore di pallacanestro statunitense (McKeesport, n. 1988)
- Larry Wright, ex cestista e allenatore di pallacanestro statunitense (Monroe, n. 1954)

## Chitarristi(3)
- Larry Coryell, chitarrista statunitense (Galveston, n. 1943 - New York, † 2017)
- Larry Reinhardt, chitarrista statunitense (n. 1948 - † 2012)
- Larry Wallis, chitarrista, cantautore e produttore discografico britannico (n. 1949 - † 2019)

## Compositori(1)
- Larry Russell, compositore statunitense (n. 1913 - Los Angeles, † 1954)

## Conduttori televisivi(1)
- Larry King, conduttore televisivo, conduttore radiofonico e giornalista statunitense (New York, n. 1933 - Los Angeles, † 2021)

## Contrabbassisti(1)
- Larry Grenadier, contrabbassista statunitense (San Francisco, n. 1966)

## Criminali(1)
- Larry Nassar, criminale statunitense (Farmington Hills, n. 1963)

## Culturisti(1)
- Larry Scott, culturista statunitense (Blackfoot, n. 1938 - Salt Lake City, † 2014)

## Danzatori(1)
- Les Twins, ballerino, coreografo e modello francese (Sarcelles, n. 1988)

## Direttori della fotografia(2)
- Larry Fong, direttore della fotografia statunitense (Los Angeles)
- Larry Smith, direttore della fotografia britannico (Londra, n. 1949)

## Disc jockey(2)
- Larry Heard, disc jockey e produttore discografico statunitense (Chicago, n. 1960)
- Larry Levan, disc jockey statunitense (New York, n. 1954 - New York, † 1992)

## Disegnatori(1)
- Larry Elmore, disegnatore e fumettista statunitense (Louisville, n. 1948)

## Doppiatori(1)
- Larry Roberts, doppiatore statunitense (Cleveland, n. 1926 - New York, † 1992)

## Drammaturghi(1)
- Larry Kramer, drammaturgo, saggista e attivista statunitense (Bridgeport, n. 1935 - New York, † 2020)

## Economisti(1)
- Randall Wray, economista statunitense (n. 1953)

## Editori(1)
- Larry Flynt, editore statunitense (Salyersville, n. 1942 - Los Angeles, † 2021)

## Fotografi(2)
- Larry Sultan, fotografo e docente statunitense (Brooklyn, n. 1946 - Greenbrae, † 2009)
- Larry Towell, fotografo canadese (n. 1953)

## Fumettisti(2)
- Larry Hama, fumettista, disegnatore e attore statunitense (New York, n. 1949)
- Larry Lieber, fumettista statunitense (New York, n. 1931)

## Galleristi(1)
- Larry Gagosian, gallerista statunitense (Los Angeles, n. 1945)

## Giocatori di baseball(1)
- Chipper Jones, ex giocatore di baseball statunitense (DeLand, n. 1972)

## Giocatori di football americano(27)
- Larry Allen, giocatore di football americano statunitense (Los Angeles, n. 1971 - Città del Messico, † 2024)
- Larry Bethea, giocatore di football americano statunitense (Florence, n. 1956 - Hampton, † 1987)
- Larry Borom, giocatore di football americano statunitense (Detroit, n. 1999)
- Larry Braziel, ex giocatore di football americano statunitense (Fort Worth, n. 1954)
- Larry Brown, ex giocatore di football americano statunitense (Miami, n. 1969)
- Larry Brown, ex giocatore di football americano statunitense (Clairton, n. 1947)
- Larry Brown, ex giocatore di football americano statunitense (Jacksonville, n. 1949)
- Larry Csonka, ex giocatore di football americano statunitense (Stow, n. 1946)
- Larry Dean, ex giocatore di football americano statunitense (Tifton, n. 1988)
- Larry Donnell, giocatore di football americano statunitense (Ozark, n. 1988)
- Larry English, ex giocatore di football americano statunitense (Aurora, n. 1986)
- Larry Fitzgerald, ex giocatore di football americano statunitense (Minneapolis, n. 1983)
- Larry Grant, giocatore di football americano statunitense (Santa Rosa, n. 1985)
- Tre Hawkins III, giocatore di football americano statunitense (Temple, n. 2000)
- Larry Johnson, ex giocatore di football americano statunitense (La Plata, n. 1979)
- Larry Kelley, giocatore di football americano statunitense (Conneaut, n. 1915 - Hightstown, † 2000)
- Larry Morris, giocatore di football americano statunitense (Atlanta, n. 1933 - Austell, † 2012)
- Craig Morton, ex giocatore di football americano statunitense (Flint, n. 1943)
- Larry Polowski, ex giocatore di football americano statunitense (Three Rivers, n. 1957)
- Larry Rakestraw, giocatore di football americano statunitense (Mableton, n. 1942 - Suwanee, † 2019)
- Larry Rountree III, giocatore di football americano canadese (Raleigh, n. 1999)
- Larry Seiple, ex giocatore di football americano statunitense (Allentown, n. 1945)
- Larry Warford, giocatore di football americano statunitense (San Diego, n. 1991)
- Larry Whigham, ex giocatore di football americano statunitense (Hattiesburg, n. 1972)
- Larry Wilson, giocatore di football americano statunitense (Rigby, n. 1938 - Scottsdale, † 2020)
- Larry Woods, ex giocatore di football americano statunitense (Rogersville, n. 1948)
- Rayfield Wright, giocatore di football americano statunitense (Griffin, n. 1945 - † 2022)

## Giornalisti(1)
- Larry Collins, giornalista e scrittore statunitense (Hartford, n. 1929 - Fréjus, † 2005)

## Golfisti(1)
- Larry Nelson, golfista statunitense (Fort Payne, n. 1947)

## Imprenditori(2)
- Larry Connor, imprenditore e astronauta statunitense (Albany, n. 1950)
- Larry Silverstein, imprenditore statunitense (New York, n. 1931)

## Informatici(3)
- Larry Ewing, informatico statunitense
- Larry Kaplan, informatico statunitense (Los Angeles, n. 1949)
- Larry Wall, programmatore statunitense (Los Angeles, n. 1954)

## Lottatori(2)
- Zeke Jones, ex lottatore statunitense (Ypsilanti, n. 1966)
- Jamill Kelly, ex lottatore statunitense (Atwater, n. 1977)

## Matematici(1)
- Larry Wos, matematico statunitense (Chicago, n. 1930 - † 2020)

## Militari(2)
- Larry Wayne Chaffin, militare statunitense (Saint Louis, n. 1946 - Saint Louis, † 1985)
- Larry Gilbert Dahl, militare statunitense (Oregon City, n. 1949 - distretto di An Khê, † 1971)

## Modelli(1)
- Larry Scott, modello statunitense (Sacramento, n. 1966)

## Musicisti(1)
- Larry Smith, musicista inglese (Oxford, n. 1944)

## Organisti(1)
- Larry Young, organista e pianista statunitense (Newark, n. 1940 - New York, † 1978)

## Piloti automobilistici(2)
- Larry Perkins, ex pilota automobilistico australiano (Murrayville, n. 1950)
- Larry ten Voorde, pilota automobilistico olandese (Enschede, n. 1996)

## Piloti motociclistici(1)
- Larry Pegram, pilota motociclistico statunitense (Columbus, n. 1972)

## Pittori(1)
- Larry Abramson, pittore israeliano (Sudafrica, n. 1954)

## Politici(8)
- Larry Bucshon, politico e cardiochirurgo statunitense (Taylorville, n. 1962)
- Larry Combest, politico statunitense (Memphis, n. 1945)
- Larry Craig, politico statunitense (Council, n. 1945)
- Larry LaRocco, politico statunitense (Los Angeles, n. 1946)
- Larry Langford, politico statunitense (Birmingham, n. 1946 - Birmingham, † 2019)
- Larry O'Brien, politico statunitense (Springfield, n. 1917 - New York, † 1990)
- Larry Rhoden, politico e imprenditore statunitense (Sturgis, n. 1959)
- Larry Winn, politico statunitense (Kansas City, n. 1919 - Prairie Village, † 2017)

## Produttori cinematografici(1)
- Larry J. Franco, produttore cinematografico e attore statunitense (Sonora, n. 1949)

## Pugili(1)
- Larry Holmes, ex pugile statunitense (Cuthbert, n. 1949)

## Rapper(2)
- Captain Rapp, rapper statunitense
- Larry June, rapper statunitense (San Francisco, n. 1991)

## Registi(2)
- Larry Buchanan, regista, sceneggiatore e produttore cinematografico statunitense (Lost Prairie, n. 1923 - Tucson, † 2004)
- Larry Peerce, regista statunitense (New York, n. 1930)

## Scacchisti(2)
- Larry Christiansen, scacchista statunitense (Riverside, n. 1956)
- Larry Evans, scacchista e giornalista statunitense (New York, n. 1932 - Reno, † 2010)

## Sceneggiatori(5)
- Larry Charles, sceneggiatore e regista statunitense (New York, n. 1956)
- Larry Clemmons, sceneggiatore statunitense (Chicago, n. 1906 - Friday Harbor, † 1988)
- Larry Gelbart, sceneggiatore, librettista e regista statunitense (Chicago, n. 1928 - Beverly Hills, † 2009)
- Larry Karaszewski, sceneggiatore, regista e produttore cinematografico statunitense (South Bend, n. 1961)
- Larry Wilson, sceneggiatore e produttore cinematografico statunitense (Los Angeles, n. 1948)

## Scrittori(6)
- Larry Beinhart, scrittore statunitense
- Larry Evans, scrittore, sceneggiatore e commediografo statunitense (Tucson, † 1925)
- Larry Kusche, scrittore e aviatore statunitense (n. 1940)
- Larry McMurtry, scrittore e sceneggiatore statunitense (Archer City, n. 1936 - Archer City, † 2021)
- Larry Tucker, scrittore, produttore cinematografico e attore statunitense (Filadelfia, n. 1934 - Santa Monica, † 2001)
- Larry Watson, scrittore e poeta statunitense (Rugby, n. 1947)

## Scultori(1)
- Larry Bell, scultore statunitense (Chicago, n. 1939)

## Slittinisti(1)
- Larry Arbuthnot, ex slittinista canadese (Saint Laurent, n. 1947)

## Storici delle religioni(1)
- Larry Hurtado, storico delle religioni e teologo statunitense (Kansas City, n. 1943 - Edimburgo, † 2019)

## Tennisti(2)
- Larry Collins, ex tennista statunitense
- Larry Stefanki, ex tennista e allenatore di tennis statunitense (Elmhurst, n. 1957)

## Vescovi cattolici(1)
- Larry James Kulick, vescovo cattolico statunitense (Natrona Heights, n. 1966)

## Vibrafonisti(1)
- Larry Baker, vibrafonista, polistrumentista e compositore statunitense (Fort Smith, n. 1948)

## Wrestler(4)
- Larry Hennig, wrestler statunitense (Minneapolis, n. 1936 - Tallahassee, † 2018)
- Sonny King, wrestler statunitense (Carolina del Nord, n. 1945 - Carolina del Nord, † 2024)
- Moondog Spot, wrestler statunitense (Louisiana, n. 1952 - Memphis, † 2003)
- Larry Sharpe, wrestler irlandese (Tralee, n. 1951 - Woodbury, † 2017)